# Comité de Estado Mayor Operacional Conjunto
El Comité de Estado Mayor Operacional Conjunto también conocido por sus siglas Cémoc es un organismo creado en abril de 2010 en el que participan Argelia, Malí, Mauritania y Níger para coordinar la cooperación militar y realizar operaciones militares conjuntas para hacer frente al tráfico de armas pesadas, el tráfico de drogas, secuestros y la inestabilidad de la región del Sahel.
Tiene su cuartel general en Tamanrasset, al sur de Argelia y un centro de información en Argel.
Está establecido mantener una reunión semestral. 

## Contexto
Tras enfrentarse a una guerra civil y al aumento del terrorismo islamista en la década de los 90 en soledad, Argelia desconfía del papel de Francia antigua potencia colonizadora en la lucha antiterrorista del Sahel y cuestiona su presencia militar en la zona. Tampoco está de acuerdo en implicar a Marruecos con quien mantiene abierta la pugna de liderazgo en el Magreb con el conflicto del Sáhara Occidental como telón de fondo.

## Críticas
Con frecuencia en medios de comunicación franceses se destaca la falta de eficacia de este organismo al que se contrapone con la creación en 2014 del G5 del Sahel en el que no participa Argelia.